# Saint-Féliu-d'Amont
Saint-Féliu-d'Amont é uma comuna francesa na região administrativa da Occitânia, no departamento dos Pirenéus Orientais. Estende-se por uma área de 6.11 km², com 1.170 habitantes, segundo o censo de 2018, com uma densidade de 190 hab/km².